# Filippine ai Giochi della XXVII Olimpiade
Le Filippine parteciparono ai Giochi della XXVII Olimpiade, svoltisi a Sydney, Australia, dal 15 settembre al 1º ottobre 2000, con una delegazione di 20 atleti impegnati in nove discipline.